# Percina kusha
Percina kusha är en fiskart som beskrevs av Williams och Burkhead 2007. Percina kusha ingår i släktet Percina och familjen abborrfiskar. Inga underarter finns listade i Catalogue of Life.